# Herbert Neumann (Journalist)
Herbert Neumann (* 26. Dezember 1926 in Berlin; † 22. oder 23. November 2021 in Schöneck) war ein deutscher Sportjournalist, Buch- und Fernsehfilm-Autor sowie Buch-Herausgeber.

## Werdegang
Ende der 1950er Jahre verließ Neumann die sich zunehmend abschottende DDR. Einige zu offene Bemerkungen bereiteten ihm politische Probleme. Rechtzeitig vor dem Mauerbau zog er in die Bundesrepublik.
Es gelang ihm, im hessischen Rhein-Main-Gebiet Fuß zu fassen. Zunächst kam er in der „Schönen Aussicht“ unter, einer kleinen Pension mit Gaststätte in Bergen-Enkheim, einem nordöstlich von Frankfurt am Main gelegenen und dörflich geprägten Vorort. Die Gegend gefiel ihm, später lebte er über Jahrzehnte im angrenzenden Frankfurter Stadtteil Seckbach.
Sein Hauptinteresse galt dem Sport, er spielte in der Fußballmannschaft des FSV Frankfurt, fuhr Ski und spielte Tennis. Neumann heiratete und hatte einen Sohn Bernd, der die Frankfurter Helmholtzschule im Stadtteil Ostend besuchte. Den aktiven Sport vernachlässigte Neumann trotz vorrückenden Alters nicht, er spielte weiter aktiv Fußball, so in Herren-Mannschaften, die sich überwiegend aus Lehrern oder Juristen zusammensetzen.
Mit einer rein beschreibenden Rolle gab sich der Journalist nicht zufrieden, nutzte seine Funktion und seinen wachsenden Bekanntheitsgrad und Einfluss, um bis in die Kommunalpolitik hinein Sport mitzugestalten. Die Idee für den ab 1970 jährlich stattfindenden Ball des Sports der Stiftung Deutsche Sporthilfe unter Schirmherrschaft des jeweiligen Bundespräsidenten entwickelte Neumann zusammen mit einem kleinen Kreis von Kollegen. So manches Mal war er Ratgeber des damaligen Versandhaus-Königs, Olympia-Dressurreiters und Sporthilfe-Vorsitzenden Josef Neckermann. Einen regen Austausch pflegte er auch mit Jürgen Palm, dem geistigen Vater der vom Deutschen Sportbund initiierten breitensportlichen Trimm-Trab-Aktion der 1970er Jahre.

Für Populismus, Oberflächlichkeit und mangelnde Seriosität, mit denen die breite Öffentlichkeit heute gequält werde, sei er nicht zu haben:

„Uns Bürgern wird immer mehr Schaum um den Bart geschmiert, wir werden häufiger als uns lieb ist, nass rasiert …“

### Berufliche Entwicklung
Als Vertreter für Waschmaschinen fing er zur Zeit des Wirtschaftswunders in der für ihn neuen Bundesrepublik an, sich den Lebensunterhalt zu sichern. Seine eigentliche Berufung aber war der Journalismus. Als freier Journalist machte er sich einen Namen, als Gerichtsreporter für die Frankfurter Boulevard-Zeitung Abendpost Nachtausgabe und die seriöse überregionale Frankfurter Allgemeine Zeitung begleitete er Verfahren an den Gerichten, hervorzuheben insbesondere seine Reportagen von den Auschwitz-Prozessen in den Jahren 1963–1965, für die der Seckbacher Maler und Grafiker Erich Dittmann die Gerichtszeichnungen anfertigte. Schließlich gelang es ihm, sein privates Interesse mehr und mehr mit seinen beruflichen Aktivitäten zu verbinden. Lange Jahre betreute er den Rhein-Main-Sport der FAZ redaktionell, war auch als FAZ-Kommentator aktiv, wurde Autor, Co-Autor und Herausgeber einer Vielzahl von Publikationen zu sportlichen Großereignissen von Weltrang wie Olympischen Spielen, Fußball-Weltmeisterschaften und Deutschen Turnfesten sowie Autor von Fernsehfilmen.
1983 wurde er vom Deutschen Turner-Bund zum Pressechef des Deutschen Turnfestes in Frankfurt am Main berufen. Dies Funktion füllte er auch bei den Folgeveranstaltungen in Dortmund/Bochum und Hamburg aus.
Mehr als ein halbes Jahrhundert war Herbert Neumann der Frankfurter Allgemeinen Zeitung freiberuflich verbunden und veröffentlichte dort bis zuletzt Artikel für das überregionale Blatt, so auch über das Internationale Deutsche Turnfest in Frankfurt am Main.